# Contea di Qüxü
Qüxü (曲水县S; Qūshuǐ XiànP) è una contea cinese della prefettura di Lhasa nella Regione Autonoma del Tibet.
Il capoluogo è la città di Qüxü. Nel 1999 la contea contava 32.150 abitanti per una superficie totale di 1624 km². La contea fu istituita nel 1959. Ha giurisdizione su 9 comuni e 114 villaggi. Nella lingua tibetana Qüxü significa "fossa d'acqua". Nel penitenziario della capitale Qüxü dal 2009 è rinchiuso lo scrittore tibetano Dolma Kyab. La quarta linea di Jamgon Kongtrul (maestri di buddismo tibetano) è nata nella contea nel 1995.

## Geografia fisica

### Territorio
Il punto più basso si trova a 3.500 metri, l'elevazione della vetta più alta arriva a 5.894 metri.

### Clima
Qüxü gode di un clima monsonico tipico degli altopiani semiaridi della zona con medie annue di 3.000 ore di sole, 150 giorni senza neve e 441,9 millimetri di precipitazioni. Sono comuni inondazioni, frane, siccità, tempeste di sabbia.

## Geografia antropica

### Centri abitati
- Qüxü
- Caina
- Manbu
- Miyou
- Zengbu
- Nyêtang

## Economia
Le risorse minerarie includono principalmente corindone, calcare, granito, torba. Qüxü è una contea semi-agricola  e le colture producono principalmente orzo, frumento invernale, frumento primaverile, piselli, semi di colza. Sono allevati yak, bovini, capre, pecore, cavalli, asini, maiali e polli.
Ci sono 14 centrali idroelettriche di piccole dimensioni con una capacità totale installata di 1780 kilowatt che producono 4.000.000 di kW all'anno. Ci sono anche impianti di trasformazione di grano e olio oltre a quelli legati all'artigianato tradizionale.
Nel 2005, la contea ha raggiunto un PIL di 186,4 milioni di yuan, con un incremento del 18,25% rispetto all'anno precedente.